# Foho Vatukerbau
Der Foho Vatukerbau (kurz Vatukerbau) ist eine osttimoresische Erhebung im Verwaltungsamt Loes (Gemeinde Liquiçá). Sie hat eine Höhe von 134 m und befindet sich auf der Grenze zwischen den Aldeias Pandevou und Vatu-Vei im Suco Guiço. Nördlich liegen die Dörfer Vatu-Vei und Ermeta.